# Loceras de El Cercado

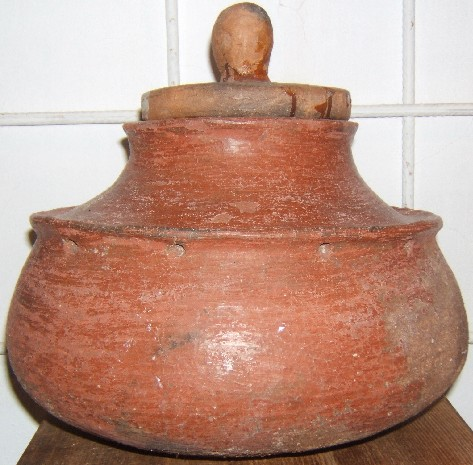
Bernegal de El Cercado, Chipude (Gomera, Canarias).

Las loceras de El Cercado constituyen una de las agrupaciones de mujeres alfareras de uno de los centros de mayor tradición en el archipiélago canario. La historiadora Natacha Seseña citaba en 1997, como extinguidos, otros seis en la isla de La Gomera: Alajeró, Arure, Benchijigua, El Gato, Erque y La Fortaleza. La misma autora anota cinco alfares en activo, todos femeninos y arcaicos (técnicas precolombinas).

## Foco locero de La Gomera

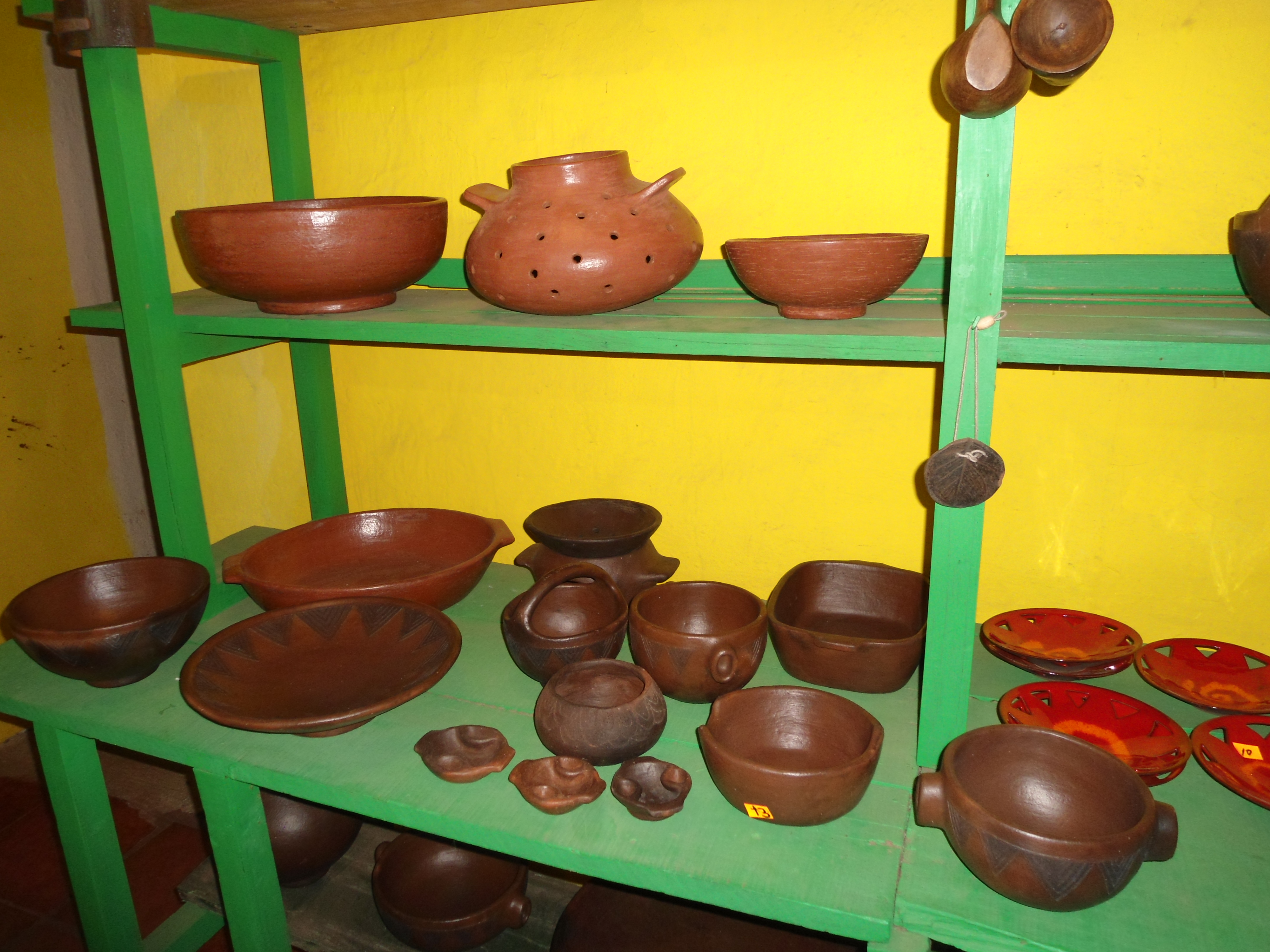
Alfarería de El Cercado.

El Cercado, identificado con la voz guanche chipude, es un barrio anejo al municipio gomero de Vallehermoso, donde sobrevive el más importante foco alfarero precolombino de la isla.
Aunque técnicamente superado, es interesante el estudio publicado en 1944 por Antonio Mederos Sosa. Puede contrastarse con La alfarería popular de El Cercado, legado biográfico de la alfarera Sara Cabrera García publicado en 1996 por el Centro de la Cultura Popular Canaria. 
Por su parte, Guerrero Martín, en su visita a Chipude a finales de la década de 1980, censó quince loceras: Guadalupe Niebla Chinea, Rufina González Niebla, Marcela Ramos Negrín, Vicenta Barrera Vera, Guadalupe Barrera Barrera, Isabel González Torres, Paula Navarro Navarro, Guadalupe González Chinea, María y Eleuteria Negrín Barrera, Candelaria, Carmen y Delia Niebla Negrín, y Carmen Rosa Negrín Barrera.
Su trabajo, análogo al de otras islas, repite endemismos comunes a todo el archipiélago canario, como que al barro se le llame masapé y los utensilios sean escasos: una piedra de callao (callados de mar) y un trozo de latón del arco de un barril. El secado, dadas las especiales condiciones de humedad de este barrio gomero, es diferente, pues antes de meter las piezas en el horno se ahuman en la cocina de la casa-taller durante varios días.

### Guadalupe Niebla Chinea

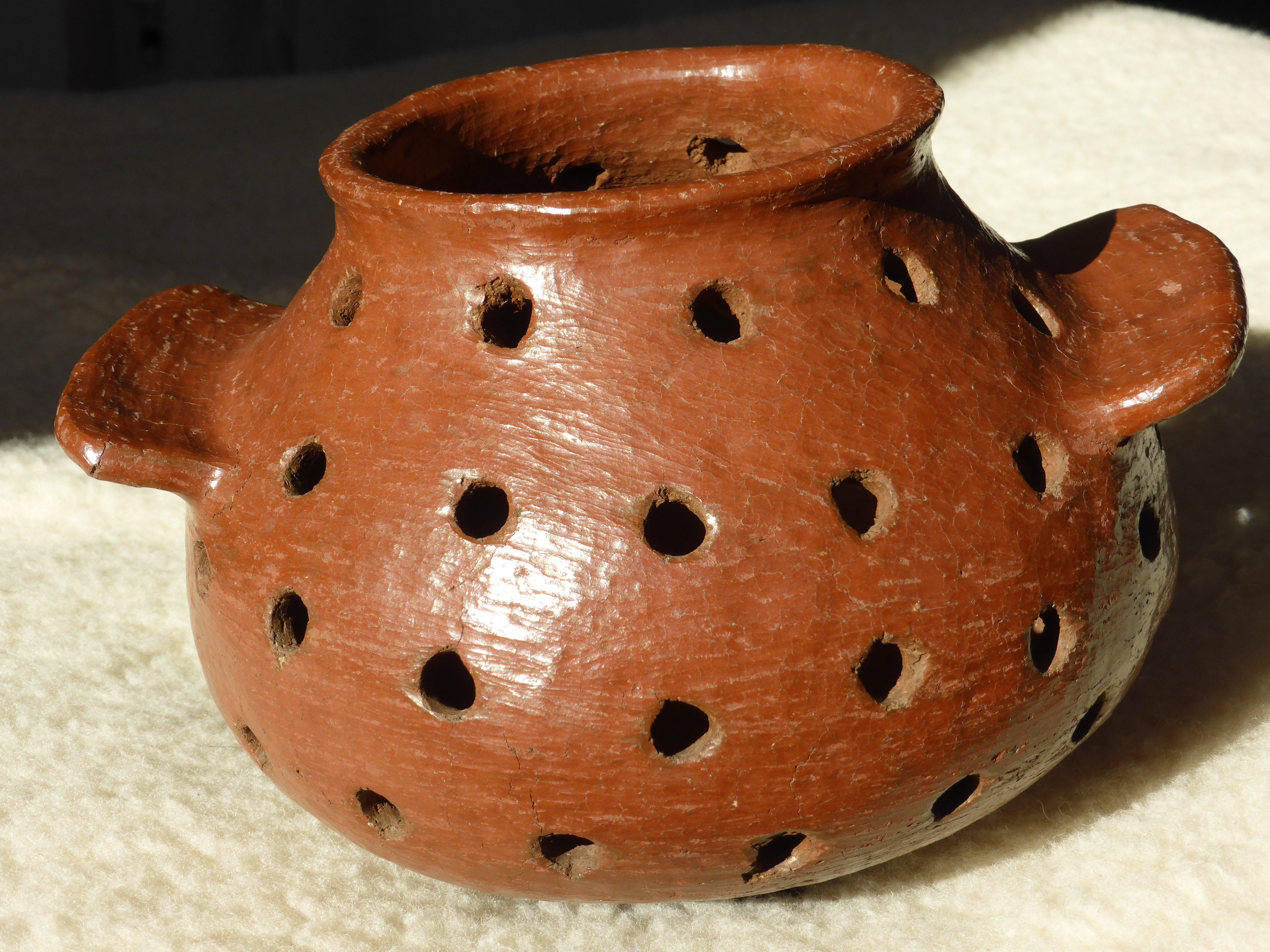
Olla castañera, para asar castañas. Obra de Guadalupe Niebla, en 1990.

Nacida en 1912, Guadalupe Niebla Chinea fue una locera chipudeña, nieta, hija y madre de alfareras tradicionales canarias. Casada a los 19 años con Ramón González, del que engendró nueve hijos, seis hembras y tres varones.
De su obrador salían piezas tan particulares como el carabucho o el gánigo, junto a los más solicitados tofios, tallas, tiestos y braseros. Producción que generalmente cambiaban al trueque por alimentos u otros artículos de primera necesidad.
Fruto de su experiencia fue el taller creado en 1981, en el que mujeres entre los 38 y los 16 años trabajaban en régimen de cooperativa. Murió en 1995, tras un merecido aunque tardío homenaje.

### Sara Cabrera
Sara Cabrera García nació en Vallehermoso (La Gomera), el 12 de mayo de 1926. A lo largo de su activa existencia fue ceramista, pintora, escultora, escritora, investigadora y mujer de empresa.
Hija de un consignatario de barcos, la segunda de seis hermanos, fue a la escuela, con el profesor Manuel Lérida (exiliado en La Gomera) y más tarde con Carmen Luengo (que llegaría a ser la primera alcaldesa de España). Salió de su isla natal a los 16 años, para entrar en la Escuela de Comercio de Santa Cruz de Tenerife. Pero nunca ejerció de Perito Mercantil. Crio a sus cinco hijos y trabajó y viajó con su marido colaborando en los negocios familiares. 
Tras varios cursos de cerámica, en Sargadelos (Galicia), Barcelona y Gijón, y fascinada desde niña por los trabajos de la locera Guadalupe Niebla Chinea, montó, en el barrio santacrucero de El Toscal, la Escuela de Alfarería "Tagumerche" (en guanche: lugar de reunión de los artesanos)... "Una de las figuras que hicimos la llamamos Las Saritas, porque era una campana con forma de niña que tenían las manos siempre detrás, igual que yo. Por eso se le ocurrió a los compañeros ponerle mi nombre".
Ya jubilada y residiendo en La Laguna, escribió La alfarería popular de El Cercado, que sería publicado en 1996 por el Centro de Cultura Popular Canaria. Los últimos años de su vida colaboró en el centro de mayores del Puerto de la Cruz. Murió de cáncer en el Puerto de la Cruz a los 85 años de edad.

### Elcarabucho
La pieza más típica de El Cercado es el carabucho o carabuco, recipiente usado para ordeñar cabras, similar al tofio majorero pero con dos asas.

## Recuperación etnográfica
En 2009 se inauguró el centro de interpretación y punto de información Las Loceras de El Cercado. En 2010, además del foco de Chipude, había talleres activos en El Cabo (Agulo), Alajeró y Macayo (Vallehermoso).